# (5847) Wakiya
(5847) Wakiya es un asteroide perteneciente al cinturón de asteroides, región del sistema solar que se encuentra entre las órbitas de Marte y Júpiter, descubierto el 18 de diciembre de 1989 por Kin Endate y el también astrónomo Kazuro Watanabe desde el Observatorio de Kitami, Hokkaidō, Japón.

## Designación y nombre
Designado provisionalmente como 1989 YB. Fue nombrado Wakiya en homenaje a Nanayo Wakiya, quien se unió al Laboratorio del Planetario de Japón en 1985 con el artista espacial Numazawa, después de trabajar para la planetaria de Mito y Niigata. Entre sus actividades, escribe artículos para revistas astronómicas y dirige programas sobre el espacio en la televisión.

## Características orbitales
Wakiya está situado a una distancia media del Sol de 2,542 ua, pudiendo alejarse hasta 3,316 ua y acercarse hasta 1,767 ua. Su excentricidad es 0,304 y la inclinación orbital 6,574 grados. Emplea 1480,37 días en completar una órbita alrededor del Sol.

## Características físicas
La magnitud absoluta de Wakiya es 13,1.